# 日下部民藝館
日下部民藝館（くさかべみんげいかん）は、岐阜県高山市にある博物館。

## 概要
- 日下部家の11代目当主の日下部禮一が柳宗悦の提唱する民藝運動共感、自宅（日下部家住宅）の一部を改装した施設であり、全国にある民藝館の一つである。1966年（昭和41年）開館[1]。日下部家は天領であった飛騨国の代官所（飛騨郡代）の御用商人であった。
- 日下部家住宅は主屋（1879年（明治12年）建築）と2棟の倉からなり、棟梁は川尻治助。1966年（昭和41年）12月5日に国の重要文化財に指定されている[2][3][4]。また、日本遺産「飛騨匠の技・こころ －木とともに、今に引き継ぐ1300年－」の構成文化財である[2]。日下部民藝館は日下部家住宅の主屋の一部（1047.63m2）[5]を第一展示場、倉の1棟（126.2m2）[5]を第二展示場としている。第一展示場は江戸時代後期から明治時代の庶民の生活用具など、第二展示場は民藝品などを展示する。
- 主屋は展示のみではなく、音楽などの各種イベントにも使用されている。
- 岐阜県まちかど美術館・博物館に登録されている。

## 交通アクセス

### 公共交通機関
- 濃飛バスまちなみバス「日下部民芸館口」バス停より徒歩約1分
- JR高山本線高山駅下車、徒歩約20分

## 周辺施設
- 吉島家住宅　※国指定重要文化財
- 高山信用金庫本店
- 高山八幡郵便局
- 高山市立西小学校
- 高山別院
- 桜山八幡宮
  - 高山祭屋台会館
  - 桜山日光館